# Daniela Hoffmann
Daniela Hoffmann (Berlino Est, 3 aprile 1963) è un'attrice e doppiatrice tedesca.

## Biografia
Daniela Hoffmann ha studiato presso la Scuola di teatro Hans Otto di Lipsia e presso la scuola di recitazione di Berlino. Il suo primo ruolo cinematografico lo ebbe nel 1982 nel musical Zille und ick, interpretando la protagonista Henriette "Jette" Kramer. Nel 1985 recitò nel film Ete und Ali al fianco di Jörg Schüttauf, nel ruolo di Marita. Negli anni successivi apparve sia in film per il cinema che in produzioni televisive come Polizeiruf 110.

## Filmografia

### Cinema
- Zille und ick - regia di Werner W. Wallroth (1983)
- Einer vom Rummel - regia di Lothar Großmann (1983)
- Ete und Ali - regia di Peter Kahane (1984)
- Fahrschule - regia di Bernhard Stephan (1986)
- Ein Kuckuckskind der Liebe - regia di Martin Enlen(2005)
- Du bist nicht allein - regia di Bernd Böhlich (2007)

### Televisione
- Marta, Marta - regia di Manfred Mosblech - film Tv (1979)
- Unser Mann ist König - serie TV (1980)
- Polizeiruf 110 - serie TV (1983-2013)
- Neues vom Süderhof - serie TV (1991-1997)
- Praxis Bülowbogen - serie TV (1 episodio) (1992)
- Il medico di campagna (Der Landarzt) - serie TV (1999-2013)
- Unser Papa, das Genie - regia di Sabine Landgraeber - film TV (2002)
- Il nostro amico Kalle  (Da kommt Kalle) - serie TV (2006-2011)
- In aller Freundschaft - serie TV (1 episodio) (2012)
- Gute Zeiten, schlechte Zeiten - serie TV (2014)
- Aktenzeichen XY … ungelöst - serie TV (2016)

## Doppiaggio

### Cinema
- Julia Roberts in Pretty Woman, Linea mortale, Scelta d'amore - La storia di Hilary e Victor, Hook - Capitan Uncino,  A letto con il nemico, Il rapporto Pelican, Inviati molto speciali, Prêt-à-Porter, Tutti dicono I Love You,  Mary Reilly, Ipotesi di complotto, Il matrimonio del mio migliore amico, Se scappi, ti sposo, Nemiche amiche, Notting Hill, Erin Brockovich - Forte come la verità, I perfetti innamorati, The Mexican - Amore senza la sicura, Ocean's Eleven - Fate il vostro gioco, Confessioni di una mente pericolosa, Full Frontal, Mona Lisa Smile, Closer, Ocean's Twelve, La tela di Carlotta, La guerra di Charlie Wilson, Duplicity, Mangia prega ama, L'amore all'improvviso - Larry Crowne, Biancaneve, I segreti di Osage County, Il segreto dei suoi occhi, Money Monster - L'altra faccia del denaro, Wonder, Ben is Back, Ticket to Paradise, Il mondo dietro di te
- Jamie Lee Curtis in La notte della verità, True Lies
- Marisa Tomei in Cronisti d'assalto, I toni dell'amore - Love Is Strange
- Rebecca De Mornay in Mother's Day

### Film d' animazione
- Ellie in L'era glaciale 2 - Il disgelo, L'era glaciale 3 - L'alba dei dinosauri, L'era glaciale 4 - Continenti alla deriva, L'era glaciale - In rotta di collisione

### Televisione
- Calista Flockhart in Ally McBeal, Brothers & Sisters - Segreti di famiglia, Supergirl